# محمد محمد حسين
محمد محمد حسين (1912- 1982 م) مفكر إسلامي مصري، وباحث في الأدب العربي، وأديب كبير. أستاذ جامعي اشتهر بكتابه «الاتجاهات الوطنية في الأدب المعاصر» الذي رد فيه على طه حسين وغيره، وبكتابه الآخر «حصوننا مهددة من الداخل».

## مولده ونشأته
ولد محمد حسين بعن العسل 1912م، وتلقى تعليمه الابتدائي والثانوي فيها، باستثناء السنة الأولى الثانوية التي التحق فيها بمدرسة أسيوط الثانوية؛ لأنها كانت المدرسة الثانوية الوحيدة في صعيد مصر وقتذاك.

## سيرته العلمية
حصل على الليسانس سنة 1937م من قسم اللغة العربية في الجامعة المصرية، وكذلك كان اسمها؛ لأنها كانت الجامعة الوحيدة في مصر. وعُيِّن معيدًا في الكلية في السنة نفسها، وكُلِّف بتدريس اثني عشر درسًا أسبوعيًّا في السنة الأولى. وكانت هذه هي السابقة الأولى التي يُعيَّن فيها معيد في سنة تخرجه ويكلف بالتدريس. ثم حصل على الماجستير والدكتوراه.
انتدب للتدريس في كلية الآداب بالإسكندرية سنة 1940م، وكانت وقتذاك فرعاً من الجامعة المصرية في القاهرة، ثم نقل إليها بعد استقلالها سنة 1942م، وتدرج في وظائف التدريس بها إلى أن شغل كرسي الأستاذية سنة 1954م.
أُعير في أثناء عمله إلى الجامعة الليبية وجامعة بيروت العربية، ثم تعاقد مع جامعة بيروت العربية بعد بلوغه سن التقاعد سنة 1972م، وظل بها إلى أن تعاقد مع جامعة محمد بن سعود الإسلامية سنة 1976م.
أشرف على عدد من رسائل الماجستير والدكتوراه، ولعل من أهمها الرسالة التي أعدَّتها الباحثة نفوسة زكريا سعيد لنيل درجة الدكتوراه وكانت بعنوان "تاريخ الدعوة إلى العامية وآثارها في مصر" في جامعة الإسكندرية عام 1959م.

## ما كُتِبَ عنه
يقول الدكتور الشيخ محمد بن سعد بن حسين - وهو رفيقه في كلية اللغة العربية بالرياض لمدة سبعة أعوام تقريبًا -:
"والناظر إلى كتبه بلا استثناء يجد أنها جميعًا من الموضوعات التي تَهَيَّبَ ميدانها كثيرون أو أنها موضوعات ذات حساسية في الميادين الفكرية؛ فهل تستطيع تحسس علة هذا الاتجاه والأسباب الدافعة إليه. نستطيع تلخيص ذلك في رواية ثلاثة أبيات من الشعر أحدها قول بعضهم:
والآخر قول أبي الطَّيِّب:
فكأنه تمثل النصيحة في البيت الأول فتحقق في أعماله معنى البيتين الآخرين، لقد كان: مؤمنًا صادقًا، وتقيًّا نقيًّا، ومتعففًا مترفعًا. إذا تعارض حقه المالي مع الاحتفاظ بالكرامة قدم الاحتفاظ بالكرامة على المال. ولم أعرف أن الرجل انتصف لنفسه من المسيئين إليه، وما جدَّ في طلب أو جاه، وتلك قواصم ظهور العلماء، يشتد حين تكون الخصومة فكرية، فإذا وصلت الأمور إلى إطار الشخصيات انطوى كأنما حُدِّث في أمر مخجل".
ويبين الدكتور إبراهيم عوضين طريقة طرح محمد محمد حسين ونقده، ودراساته وبحوثه، فيقول:
«والمبدع في نقد الدكتور محمد محمد حسين أنه يأتي بالدليل الحاسم في قوة؛ فليست بحوثه ذبذبات عاطفية تعتمد على الضجيج الخطابي، ولكنها ثمرة فكر عاقل، يؤمن بالحجة، ويعتصم بالدليل، فإذا ملأ كفه من الإقناع جاء بوهج العاطفة ليحدث من التأثير البالغ ما يترك هداه في قلوب من يستمعون القول فيتبعون أحسنه، أولئك الذين هداهم الله، وأحيل الدارس المتتبع إلى المجلد الثامن والعشرين من مجلة الأزهر الصادر في سنة 1376هـ، ليرى بحوث الدكتور محمد محمد حسين في هذا المضمار ناضجة الثمار شهية القطوف. والحق أن بحوثه في محاربة الحركات الهدامة في هذا العصر كانت ضرورة حتمية يوجبها الواقع المعاصر؛ حيث كان الاحتلال الإنجليزي لمصر مصدرًا خطرًا لشبهات ظالمة تلحق بالإسلام».
وقد رثاه بعض الشعراء والأدباء، ومنهم الدكتور محمد بن سعد بن حسين بقصيدة منها:

## صفاته
عُرف محمد محمد حسين بالصدق والأمانة وكَرَم النفس وأصالة الطبع ولطف المعشر، وتجلى ذلك في تسجيله عبارات الوفاء لمن أسهم معه في إخراج كتاب وتحقيقه ونشره، سجَّل تلك العبارات لنفر ربما كان هو صاحبَ الفضل عليهم وله السابقة في خدمتهم ونفعهم، بل ربما كانت جهودهم (المحدودة) معه ردَّ جميل وبِر وصلة لمعلم فاضل وأستاذ كريم لم يبخل عليهم بشيء، وقد طوَّق أعناقهم بفضائله ومكارمه. يقول في مقدمة ديوان «الأعشى الكبير» بتحقيقه:
«وقد كان ساعدني في إخراج هذا الكتاب في طبعته الأولى جماعة من الأصدقاء؛ فتفضل الأستاذ شوقي أمين بمعاونتي في مراجعة مُسَوَّدات الطبع، وأسدى إليَّ كثيرًا من الآراء النافعة التي اقتنعت بكثير منها وأخذت به. وتفضل الزميل محمد أبو الفرج المعيد بقسم اللغة العربية في جامعة الإسكندرية بوضع الفهارس اللغوية للديوان - ويعلق في هامش الكتاب: توفي الدكتور محمد أبو الفرج في خلال العام الدراسي الماضي. أسأل الله الكريم أن يرحمه ويحسن إليه - كما تفضل مصطفى عبد اللطيف الشويمي الطالب بليسانس الآداب بوضع فهارس الأعلام والأماكن والقبائل والأيام، وتفضلت الآنسة عزة كرارة المتخرجة في قسم اللغة الإنجليزية بجامعة الإسكندرية، بترجمة المقدمة الألمانية للمستشرق جاير في الطبعة الأوروبية، فإلى هؤلاء جميعًا أقدم شكري الخالص».
إن في هذا لدلالة كبيرة على أن الرجل مربٍّ فاضل وليس عالمًا فقط؛ فهو يدعو بفعله قبل قوله إلى أن يُعْرَف الفضلُ لأهله؛ وهو بذلك يحفز همَّة كل قادر على العمل والبحث أن يقدم ما يستطيع؛ وليس بالضرورة أن يخرج عملاً مستقلاً بنفسه، ولكنه بإمكانه أن يشارك مع إخوانه وزملائه في إنجاز أعمال علمية؛ وله فيها - بإذن الله - أجران: فحقه أن يُشكر من قبل إخوانه، ثم إنَّ له ما هو أغلى وأسمى من ذلك وهو الأجر من الله إن خلُصت نيته وصدَق توجهه. إن سطورًا متواضعة كهذه التي نكتب هنا لن تفي بحق عَلَم كمَن نتحدث عنه؛ ولكنها إشارات، وحَسْبنا أن نثبت فيها أسماء المصادر والمراجع لمن أراد المزيد.

## مؤلفاته
بلغت كتب الدكتور محمد حسين المطبوعة أحَدَ عشر كتابًا، وهي:
1. الاتجاهات الوطنية في الأدب المعاصر (في جزأين).
2. الإسلام والحضارة الغربية.
3. أزمة العصر، وأصله ثلاثون حديثًا كتبت لتبث من إذاعة الرياض عام 1397 هـ.
4. حصوننا مهددة من داخلها، وأصله مجوعة مقالات شهرية نشرت في مجلة الأزهر المصرية في عامي 1377 هـ، 1378 هـ.
5. الهجاء والهجَّاؤون في صدر الإسلام، وهذا الكتاب جزء من بحثه في (الدكتوراه).
6. الهجاء والهجَّاؤون في الجاهلية.
7. أساليب الصناعة في شعر الخمر والأسفار، وهذا الكتاب كما يذكر المؤلف في مقدمته فصلان من بحث مرحلة الماجستير.
8. شرح وتعليق على ديوان الأعشى الكبير (ميمون بن قيس).
9. المتنبي والقرامطة وهذا الكتاب كما يذكر المؤلف في مقدمته في الأصل محاضرة ألقاها في كلية الآداب بالجامعة الليبية ببنغازي عام 1383 هـ.
10. مقالات في الأدب واللغة، وهذا الكتاب يحوي ستة بحوث هي:

- تطوير قواعد اللغة العربية.
- بين سينية البحترية وسينية شوقي.
- فقه اللغة بين الأصالة والتغريب.
- دعوة الشيخ محمد بن عبد الوهاب بين التأييد والمعارضة.
- أثر الأدب الغربي في الأدب العربي المعاصر.
- اقتراحات للنهوض بمستوى اللغة العربية.

وقد طبعت تلك البحوث مجتمعة في كتاب واحد بعد وفاة المؤلف - - ونشرتها مؤسسة الرسالة في بيروت عام 1409 هـ - 1989م بإشراف ورثة المؤلف.
11. الروحية الحديثة دعوة هدامة، وهذا الكتاب في الأصل محاضرة ألقيت في جمعية الشبان المسلمين بالإسكندرية عام 1379 هـ، وكانت بعنوان: الروحية الحديثة حقيقتها وأهدافها.
كما أن للأستاذ محمد محمد حسين مؤلفات أخرى وكتبًا بعضها لا يزال مخطوطًا، وبعضها طبع مرة واحدة فقط ثم نفد ولم يعد يوجد، ومنها:
- رواية الدموع.
- الأعشى صناجة العرب، بحثه في الماجستير، وهو لا يزال مخطوطًا فيما نعلم.
- فتح مكة.
- اتجاهات هدامة في الفكر العربي المعاصر، وهو في الأصل محاضرة ألقيت في جمعية الشبان المسلمين بالإسكندرية.

وقد لقيت كتب ورسائل هذا الأديب من طلابه وغيرهم عناية واهتمامًا، ومن أفضل من اعتنى بها كتاب نفيس بعنوان (موقف الدكتور محمد محمد حسين من الحركات الهدامة) ألفه الدكتور إبراهيم محمد عوضين، وفيه تناول المؤلف بالدراسة بعضًا من كتب محمد حسين وأبرز من خلال تلك الدراسة شجاعتة وجرأته وغيرته على الدين والعقيدة والمثل الإسلامية، وقد نشرت الكتاب مؤسسة الرسالة في بيروت، الطبعة الأولى 1406هـ - 1985م.
وبعد وفاة هذا الأديب أُعِدَّتْ رسالتا ماجستير عن حياته وأدبه؛ فقد أعد الباحث: عليان بن دخيل الله الحازمي رسالة (ماجستير) في كلية اللغة العربية بالرياض في جامعة الإمام عام 1407 هــ بعنوان: (محمد محمد حسين حياته وآثاره الفكرية والأدبية)، وبلغت صفحاتها حوالي ثمانمائة صفحة، وفي عام 1414 هــ أعد الباحث محمد عبد الحميد محمد خليفة رسالة (ماجستير) في قسم اللغة العربية بجامعة الإسكندرية بعنوان: (دراسة النص الأدبي عند محمد محمد حسين)، وبلغت صفحاتها حوالي 330 صفحة. ولكنَّ الرسالتين المذكورتين لم تنشرا - فيما نعلم.

## وفاته
توفي محمد حسين سنة 1402 هـ الموافق 1982م، عن سبعين سنة. 